# چهارتیغ

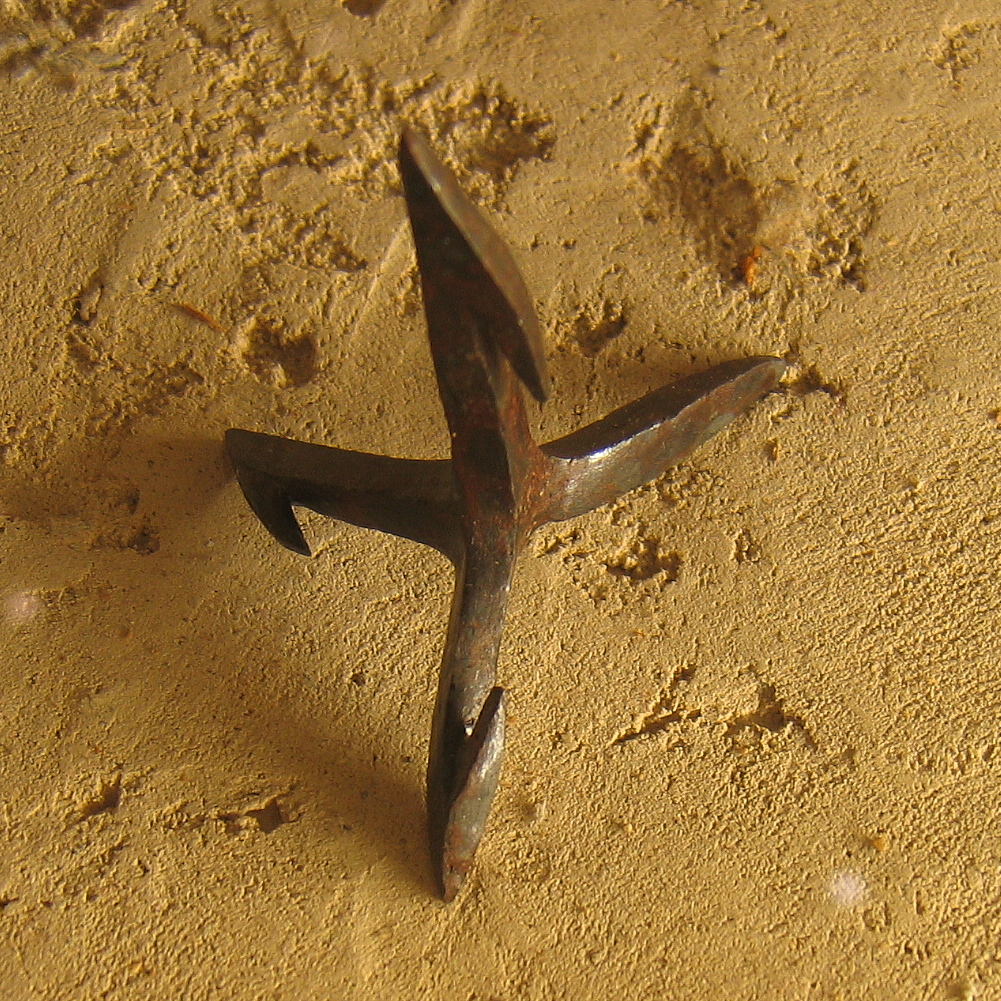
یک چهارتیغ رومی در موزه باستان‌شناسی وست‌فالن، هرنه، آلمان.

چهارتیغ ستارهٔ چهار پر فلزی است که هر حالتی روی زمین بیفتد همیشه یک سر یا سیخ آن رو به هوا است و در قدیم برای کند کردن تاخت سواره‌نظام به کار می‌رفت.
وسیلهٔ مشابهی برای پنچر کردن تایر خودرو و غیره استفاده می‌شود.
چهارتیغ جزو سلاح‌های ضد نفر است و در جنگ‌های چریکی نیز کاربرد دارد.